# Acharnés
Acharnes (Grieks: Αχαρνές, Oudgrieks en Katharevousa: Αχαρναί) is een plaats en gemeente (dimos) in de Griekse bestuurlijke regio (periferia) Attica. De gemeente telt 75.341 inwoners en is een van de grootste Atheense voorsteden.
In het Oude Griekenland was op deze locatie het dorp Acharnai gelegen.
Het moderne Acharnés heeft officieel de antieke naam Acharnai behouden, maar daarnaast wordt ook de Nieuw-Griekse benaming Acharnes, alsook Menidi (Μενίδι) gebruikt. In 1981 telde het dorp 41.068 inwoner, in 1991 59.658. Acharnés beschikt over een gymnasium, een sporthal, alsook verscheidene post- en bankfilialen. Er is ook een station aanwezig.
De twee deelgemeenten (dimotiki enotita) van de fusiegemeente zijn:
- Acharnes (Αχαρνές)
- Thrakomakedones (Θρακομακεδόνες)